# Ekotip
Ekotip je populacija neke vrste organizmov, ki se fenotipsko razlikuje od druge populacije iste vrste živeče v drugačnih razmerah okolja, kot so drugačna sestava biocenoze in drugačne talne ter podnebne razmere. Predstavniki različnih ekotipov se lahko razlikujejo po barvi, velikosti, obliki, fizioloških procesih itd. Osebki, ki pripadajo različnim ekotipom, se lahko medsebojno križajo brez negativnih posledic za plodnost.
Ekotip nastane pod vplivom dolgotrajnega delovanja ekološkega dejavnika. Primer populacije ekotipa je rman, ki živi v različnih razmerah okolja in se med seboj razlikujejo po rasti in odpornosti na nizke temperature.